# Planty im. Floriana Nowackiego w Krakowie
Planty im. Floriana Nowackiego – najstarszy park w Podgórzu położony w pobliżu ujścia Wilgi do Wisły, pomiędzy ulicami: Władysława Warneńczyka, Sokolską, Karola Rollego, Jana Długosza na placu Emila Serkowskiego.
Powstał w latach 1868–1888 z inicjatywy Floriana Nowackiego (burmistrz Podgórza i działacz społeczny) na terenie zasypanego średniowiecznego stawu królewskiego.
Na Plantach znajduje się wzniesiony w 1898 roku obelisk ku czci Maksymiliana Siła-Nowickiego, zoologa, profesora Uniwersytetu Jagiellońskiego, badacza fauny i flory tatrzańskiej, pioniera ochrony przyrody w Polsce, współtwórcy Towarzystwa Tatrzańskiego, założyciela, w 1879, Krajowego Towarzystwa Rybackiego w Krakowie pierwszej polskiej organizacji wędkarskiej.

## Galeria

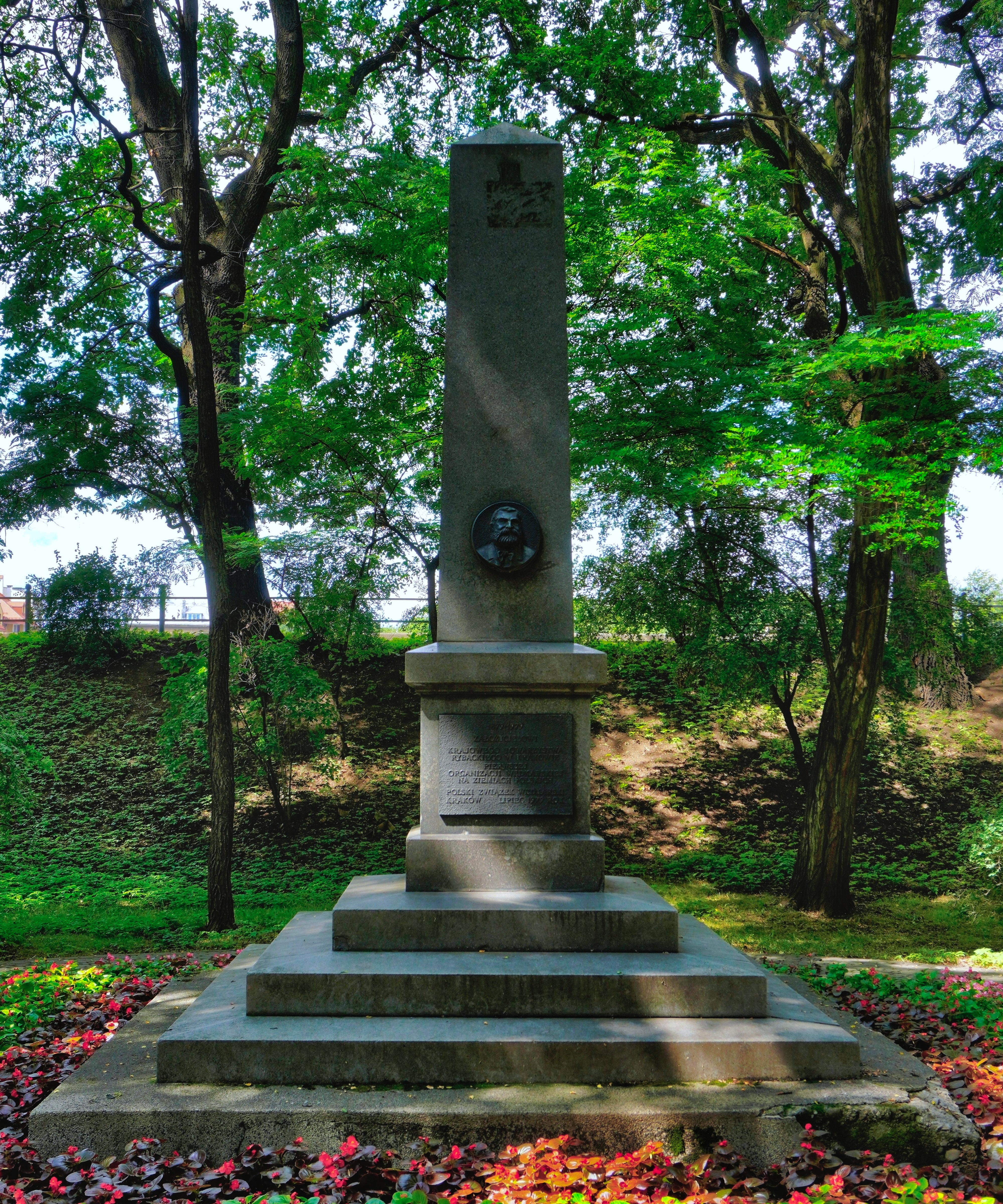
Pomnik Maksymiliana Siła-Nowickiego
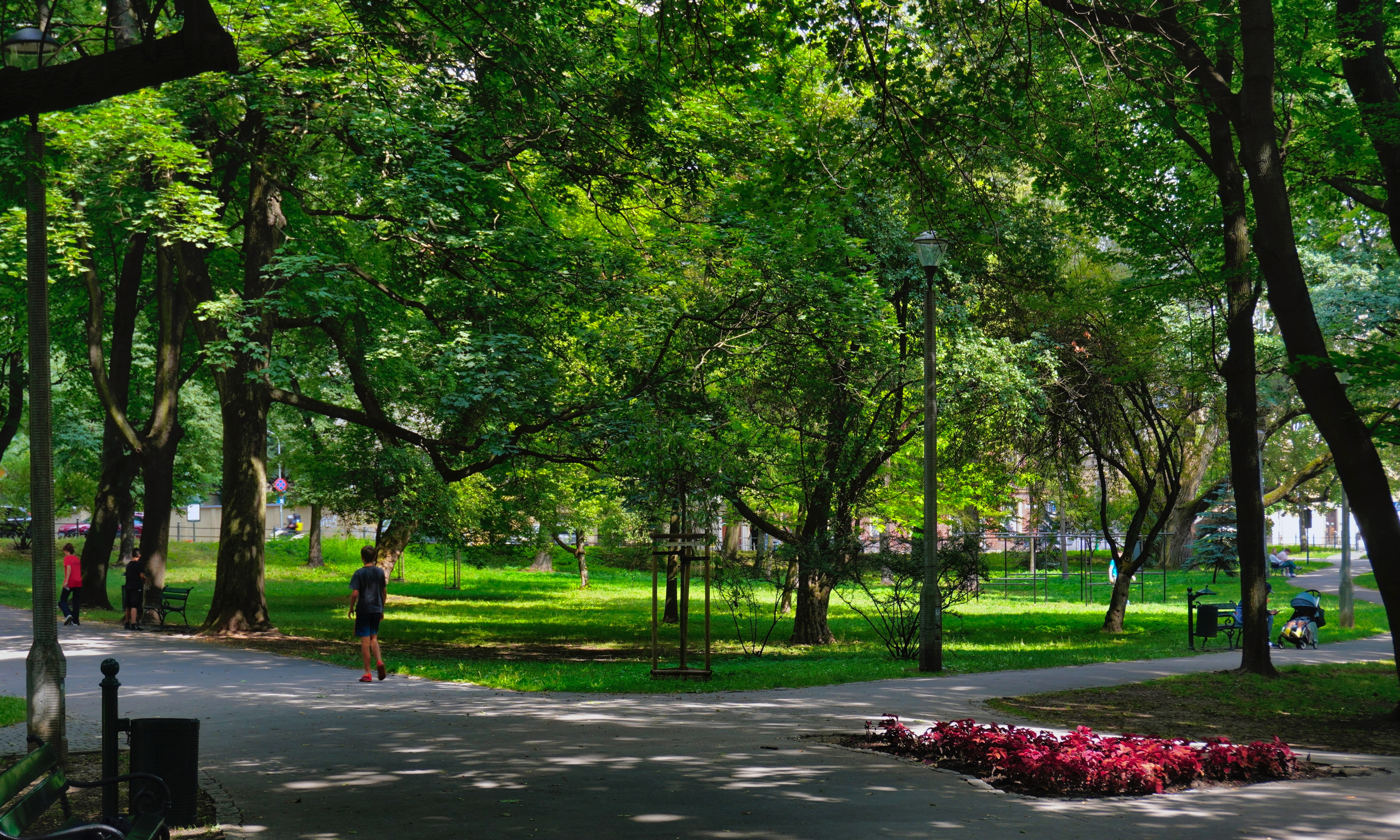
Ogólny widok na wschód
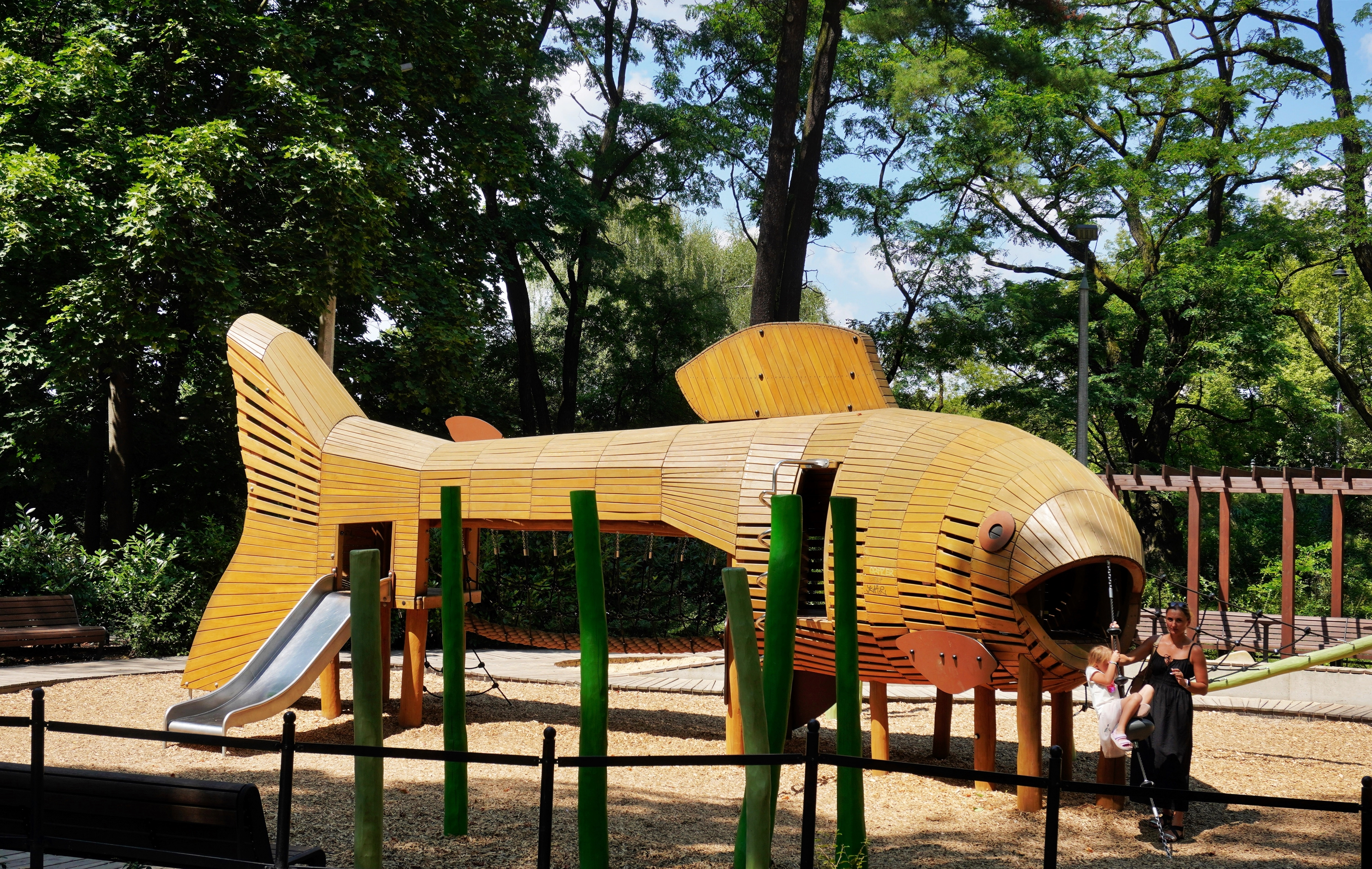
Plac zabaw
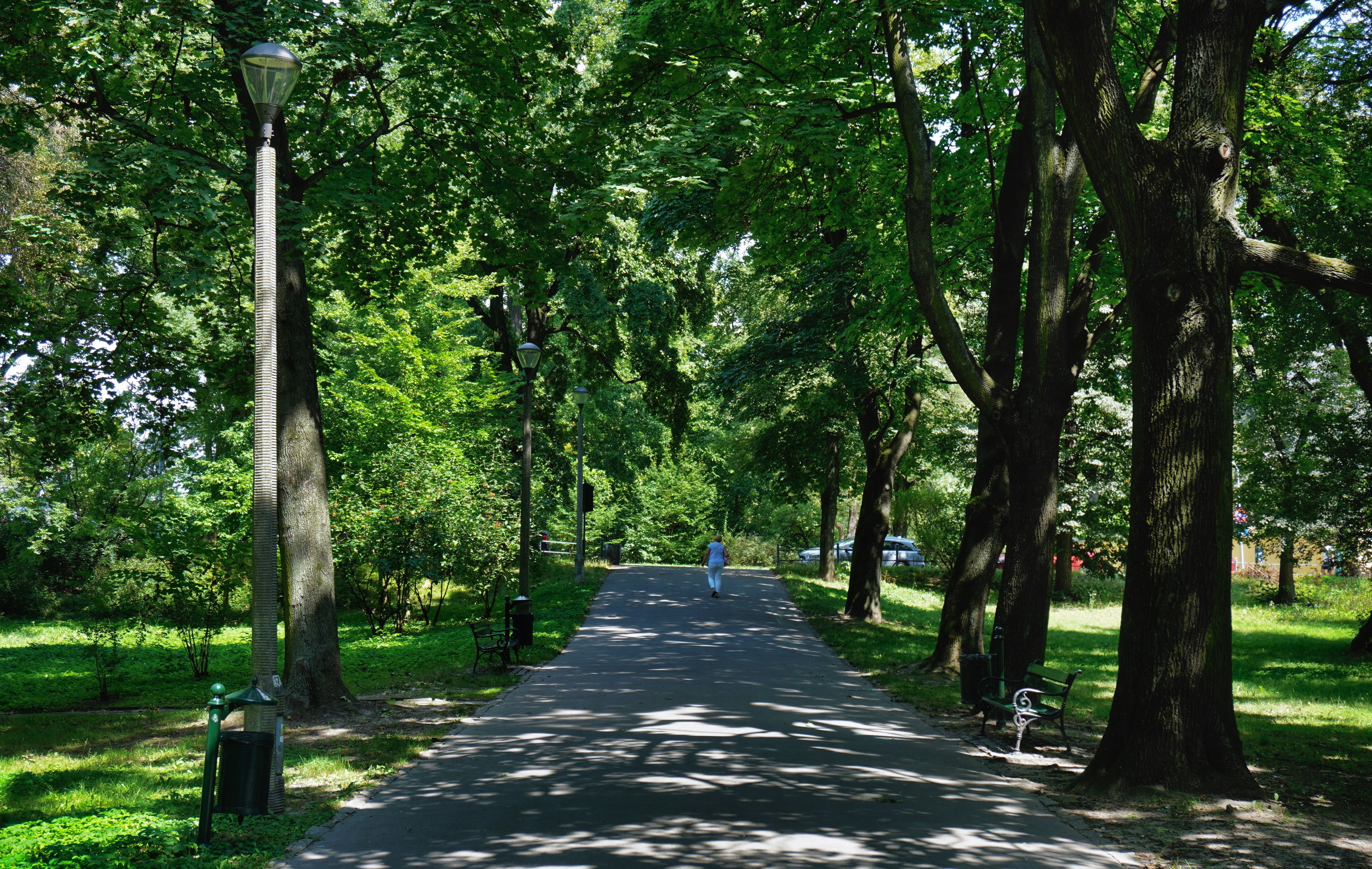
Aleja w parku